# آناهیتا ۲۷۰
سیارک ۲۷۰ آناهیتا (به انگلیسی: 270 Anahita) دویست و هفتادمین سیارک کشف شده‌است که در ۸ اکتبر ۱۸۸۷ کشف شد.
قدر مطلق سیارک برابر ۸٫۷۵ است.
این سیارک را سی. اچ. اف. پترز در ۸ اکتبر ۱۸۸۷ در شهر کلینتون در ایالت نیویورک کشف کرد. نام آن را از روی نام ایزدبانوی اوستایی آردوی سورا آناهیتا گرفته‌اند.